# Deinacrida fallai
Deinacrida fallai  (англ.) — вид крупных прямокрылых насекомых рода Deinacrida (семейство Anostostomatidae, или Уэта). Новая Зеландия (Острова Пур-Найтс: Tawhiti Rahi и Aorangi). Самки имеют длину до 73 мм и вес до 40 г. Задние края абдоминальных тергитов гладкие и прямые. Задняя голень с 4 толстыми шипами в каждом из рядов. Внутренние шипы задних голеней короче, чем ширина голени.
Ночные насекомые, которые питаются листьями, фруктами и грибами; изредка в их рационе питания попадаются беспозвоночные. Яйца пакетами по 200—300 штук самки откладывают в почву. Жизненный цикл длится более 2 лет (проходят от 9 до 11 нимфальных стадий до своего взросления). Вид Deinacrida fallai (Poor Knights weta) успешно разводится в зоопарке Веллингтона (Wellington Zoo) и активно используется как в научных, так и в просветительских целях, а также как потенциальный ресурс для интродукции в места, где наблюдается сокращение численности его популяций.